# Ptaki zagrożone wyginięciem
Ptaki zagrożone wyginięciem – gatunki zwierząt zaliczanych do gromady ptaków uznane przez Międzynarodową Unię Ochrony Przyrody i Jej Zasobów za zagrożone wyginięciem.
W Czerwonej Księdze IUCN wyróżnione zostały trzy kategorie zagrożenia wyginięciem: krytycznie zagrożone (CR), zagrożone (EN) i narażone (VU), czyli podatne na wyginięcie w najbliższej przyszłości. 

## Kategoria EN
W kategorii EN (endangered) Czerwonej Księdze IUCN (edycja 2007) znalazło się 356 gatunków ptaków. W poniższej tabeli przedstawiono gatunki najbardziej znane.
Sortowanie alfabetyczne przyciskami w nagłówkach kolumn
| Nazwa systematyczna         | Nazwa zwyczajowa          | Rodzina        | Występowanie                         | Występowanie |
| --------------------------- | ------------------------- | -------------- | ------------------------------------ | ------------ |
| Accipiter gundlachi         | krogulec kubański         | jastrzębiowate | Kuba                                 |              |
| Acrocephalus brevipennis    | trzciniak wyspowy         | pokrzewkowate  | Republika Zielonego Przylądka        |              |
| Acrocephalus griseldis      | trzciniak perski          | pokrzewkowate  | Afryka, Azja                         |              |
| Acrocephalus rodericanus    | namorzynek maskarenski    | pokrzewkowate  | Mauritius                            |              |
| Aethopyga duyvenbodei       | kwiatownik wspaniały      | nektarniki     | Azja, Australia                      |              |
| Agelaius tricolor           | epoletnik trójbarwny      | kacykowate     | Ameryka Północna                     |              |
| Agelaius xanthomus          | epoletnik lagunowy        | kacykowate     | Portoryko                            |              |
| Aglaiocercus berlepschi     | komecik wenezuelski       | nektarniki     | Wenezuela                            |              |
| Alethe choloensis           | szydlak białogardły       | drozdowate     | Malawi, Mozambik                     |              |
| Amaurornis olivieri         | bagiewnik madagaskarski   | chruściele     | Madagaskar                           |              |
| Amazilia boucardi           | szmaragdzik namorzynowy   | nektarniki     | Kostaryka                            |              |
| Amazona imperialis          | amazonka cesarska         | papugowate     | Dominika                             |              |
| Amazona oratrix             | amazonka żółtogardła      | papugowate     | Meksyk, Belize, Gwatemala, Honduras  |              |
| Amazona rhodocorytha        | amazonka tęczowa          | papugowate     | Brazylia                             |              |
| Amazona viridigenalis       | amazonka krasnogłowa      | papugowate     | Meksyk                               |              |
| Anairetes alpinus           | czuprynek peruwiański     |                | Boliwia, Peru                        |              |
| Anas bernieri               | cyraneczka madagaskarska  | kaczkowate     | Madagaskar                           |              |
| Anodorhynchus hyacinthinus  | ara hiacyntowa            | papugowate     | Ameryka Południowa                   |              |
| Ara ambiguus                | ara oliwkowa              | papugowate     | Ameryka Południowa, Ameryka Środkowa |              |
| Ara rubrogenys              | ara różowooka             | papugowate     | Boliwia                              |              |
| Cairina scutulata           | piżmówka malajska         | kaczkowate     | Azja (Indie)                         |              |
| Chroicocephalus bulleri     | mewa czarnodzioba         | mewy           | Nowa Zelandia                        |              |
| Branta ruficollis           | bernikla rdzawoszyja      | kaczkowate     | wschodnia Syberia                    |              |
| Ciconia boyciana            | bocian czarnodzioby       | bocianowate    | wschodnia Azja                       |              |
| Ciconia stormi              | bocian garbaty            | bocianowate    | wschodnia Azja                       |              |
| Callaeas wilsoni            | koralnik modropłatkowy    | koralniki      | Nowa Zelandia                        |              |
| Didunculus strigirostris    | zębacz                    | gołębiowate    | Samoa                                |              |
| Grus japonensis             | żuraw mandżurski          | żurawie        | Japonia                              |              |
| Guaruba guarouba            | konura złota              | papugowate     | Brazylia                             |              |
| Erythrura gouldiae          | amadyniec                 | astryldy       | Australia                            |              |
| Harpyhaliaetus coronatus    | urubitinga czubata        | jastrzębiowate | Ameryka Południowa                   |              |
| Hymenolaimus malacorhynchus | krzywonos                 | kaczkowate     | Nowa Zelandia                        |              |
| Leptoptilos dubis           | marabut indyjski          | bocianowate    | Indie, Kambodża                      |              |
| Lophura edwardsi            | kiściec annamski          | kurowate       | Wietnam                              |              |
| Megadyptes antipodes        | pingwin żółtooki          | pingwiny       | Nowa Zelandia                        |              |
| Mohoua ochrocephala         | maorysek leśny            | buszówkowate   | Nowa Zelandia                        |              |
| Neophron percnopterus       | ścierwnik                 | jastrzębiowate | Afryka, Azja, Europa                 |              |
| Nestor meridionalis         | kaka                      | papugowate     | Nowa Zelandia                        |              |
| Oxyura leucocephala         | sterniczka                | kaczkowate     | Europa, Azja                         |              |
| Pauxi pauxi                 | czubacz hełmiasty, grdacz | czubacze       | Ameryka Południowa                   |              |
| Petroica traversi           | skalinek czarny           | skalinkowate   | Nowa Zelandia                        |              |
| Porphyrio hochstetteri      | takahe                    | chruściele     | Nowa Zelandia                        |              |
| Phoebastria nigripes        | albatros czarnonogi       | albatrosy      | Ocean Spokojny                       |              |
| Phalacrocorax harrisi       | kormoran nielotny         | kormorany      | Galapagos                            |              |
| Phoebetria fusca            | albatros brunatny         | albatrosy      | Ocean Atlantycki                     |              |
| Rhynochetos jubatus         | kagu                      | kagu           | Nowa Kaledonia                       |              |
| Spheniscus mendiculus       | pingwin równikowy         | pingwiny       | Galapagos                            |              |